# تعادل گرمایی

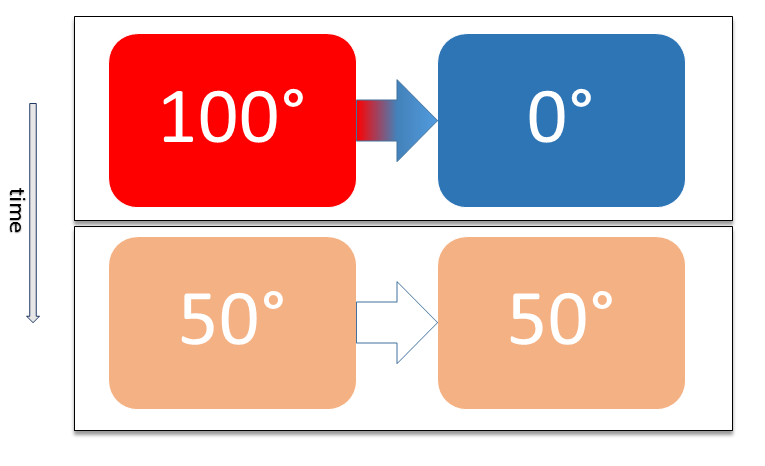
یک سیستم تعادل گرمایی

تعادل گرمایی در علم فیزیک، اصطلاحی‌ است که در یک معنای عمومی در مباحث معمولی فیزیک و هم در یک معنای اختصاصی در مبحث ترمودینامیک به‌کار می‌رود.
در ادبیات عمومی فیزیک، منظور از تعادل گرمایی، حالات پایدار دما هستند که ممکن است در ابعاد فضایی یا زمانی مطرح شود. معنای آن در موقعیت‌های مختلف تفاوت می‌کند.
در دانش ترمودینامیک، تعادل گرمایی ممکن است در دو معنای تخصصی مختلف به‌کار رود. یکی به معنای تعادل گرمایی در خود یک سیستم و دیگری رابطه حالات فیزیکی بین دو جسم. تعادل گرمایی در درون یک سیستم به این معنی است که دما در درون سیستم هم از نظر فضایی و هم از نظر زمانی یکنواخت است.